# Churchs Ferry
La ville américaine de Churchs Ferry est située dans le comté de Ramsey, dans l’État du Dakota du Nord. Lors du recensement de 2010, sa population s’élevait à 12 habitants.

## Histoire
Churchs Ferry a été fondée en 1886.

## Démographie
| 1900 | 1910 | 1920 | 1930 | 1940 | 1950 |
| ---- | ---- | ---- | ---- | ---- | ---- |
| 264  | 457  | 353  | 295  | 244  | 223  |

| 1960 | 1970 | 1980 | 1990 | 2000 | 2010 |
| ---- | ---- | ---- | ---- | ---- | ---- |
| 161  | 139  | 139  | 118  | 77   | 12   |

## Source
- (en) Cet article est partiellement ou en totalité issu de l’article de Wikipédia en anglais intitulé « Churchs Ferry, North Dakota » (voir la liste des auteurs).